# Siarhiej Złobicz
Siarhiej Złobicz (biał. Сяргей Злобіч; ros. Сергей Злобич, Siergiej Złobicz;ur. 26 października 1974) – białoruski brydżysta, Mistrz Krajowy (PZBS).

## Wyniki brydżowe

### Zawody europejskie
W europejskich zawodach zdobył następujące lokaty:
| Zawody europejskie. Konkurencja teamów | Zawody europejskie. Konkurencja teamów | Zawody europejskie. Konkurencja teamów | Zawody europejskie. Konkurencja teamów | Zawody europejskie. Konkurencja teamów | Zawody europejskie. Konkurencja teamów |
| Rok                                    | Miejsce                                | Zawody                                 | Kategoria                              | Drużyna                                | Pozycja                                |
| -------------------------------------- | -------------------------------------- | -------------------------------------- | -------------------------------------- | -------------------------------------- | -------------------------------------- |
| 2009                                   | Wilno                                  | 2. Europejskie Zawody Małych Federacji | Open                                   | Belarus                                | 3                                      |

| Zawody europejskie. Konkurencja par | Zawody europejskie. Konkurencja par | Zawody europejskie. Konkurencja par | Zawody europejskie. Konkurencja par | Zawody europejskie. Konkurencja par | Zawody europejskie. Konkurencja par |
| Rok                                 | Miejsce                             | Zawody                              | Kategoria                           | Partner                             | Pozycja                             |
| ----------------------------------- | ----------------------------------- | ----------------------------------- | ----------------------------------- | ----------------------------------- | ----------------------------------- |
| 2009                                | San Remo                            | 4. Otwarte Mistrzostwa Europy       | Open                                | Uljana Haponawa                     | 120                                 |
| 2009                                | San Remo                            | 4. Otwarte Mistrzostwa Europy       | Miksty                              | Uljana Haponawa                     | 137                                 |

## Klasyfikacja
- Siarhiej Złobicz – klasyfikacja WBF (ang.)
- Siarhiej Złobicz – klasyfikacja EBL (ang.)
- Siarhiej Złobicz – klasyfikacja PZBS